# Rong Lu
Rong Lu (ur. 6 kwietnia 1836, zm. 11 kwietnia 1903) – arystokrata mandżurski, dziadek ostatniego cesarza Chin Puyi.

## Życiorys
Był chorążym w oddziałach Ośmiu Chorągwi, a następnie dowódcą gwardii pałacowej. Na dworze, dzięki zręcznym intrygom, szybko został jednym z najbliższych zauszników cesarzowej Cixi i w 1898 roku był głównym organizatorem przewrotu pałacowego obalającego Sto dni reform. W zamian otrzymał od cesarzowej tytuł Wielkiego Radcy i Wielkiego Sekretarza, a także dowództwo nad wojskami stacjonującymi w północnych Chinach i urząd wicegubernatora Zhili.
Aktywnie popierał powstanie bokserów, m.in. wysyłając wojsko do szturmowania zagranicznych poselstw. Po upadku powstania przedstawiciele obcych mocarstw domagali się jego egzekucji, zdołał jednak ujść z życiem.
Córka Rong Lu została wydana za mąż za księcia Zaifenga i była matką Puyi, ostatniego cesarza Chin.